# Зіта Йоганн
Зіта Йоганн (англ. Zita Johann, при народженні Елізабет Йоганн, англ. Elisabeth Johann; нар. 14 липня 1904 — пом. 24 вересня 1993) — американська акторка театру та кіно. Найбільш відома роллю принцеси Анксенамун у фільмі жахів режисера Карла Фройнда «Мумія», у якому грала з Борисом Карлоффим.

## Життєпис
Елізабет Йоганн народилася 14 липня 1904 року у селі Дойчбенчек поблизу Тімішоари. Вона походила з родини банатських швабів. У 1911 році разом з сім'єю емігрувала в США. 
Ще у шкільні роки Зіта почала виступати у шкільних виставах та вирішила стати театральною акторкою.
У 1924 році вона дебютувала на Бродвеї в трагедії «Людина та маси».
Кінодеб'ют Зіти Йоганн вібувся у 1931 році, вона виконала роль Флорі Вілсон у німому фільмі режисера Девіда Ворка Ґріффіта «Боротьба». 
Всього на її рахунку 8 фільмів, останній з яких, фільм жахів «У пошуках живих мерців», було завершено у 1986 році. 
У 1934 році Зіта Йоганн покинула кінематограф та сконцентрувалася на театрі.
Померла 17 вересня 1993 року від пневмонії, у містечку Наяк, штат Нью-Йорк. Тіло було кремоване, а порох розвіяний на півночі штату Нью-Йорк.

## Особисте життя

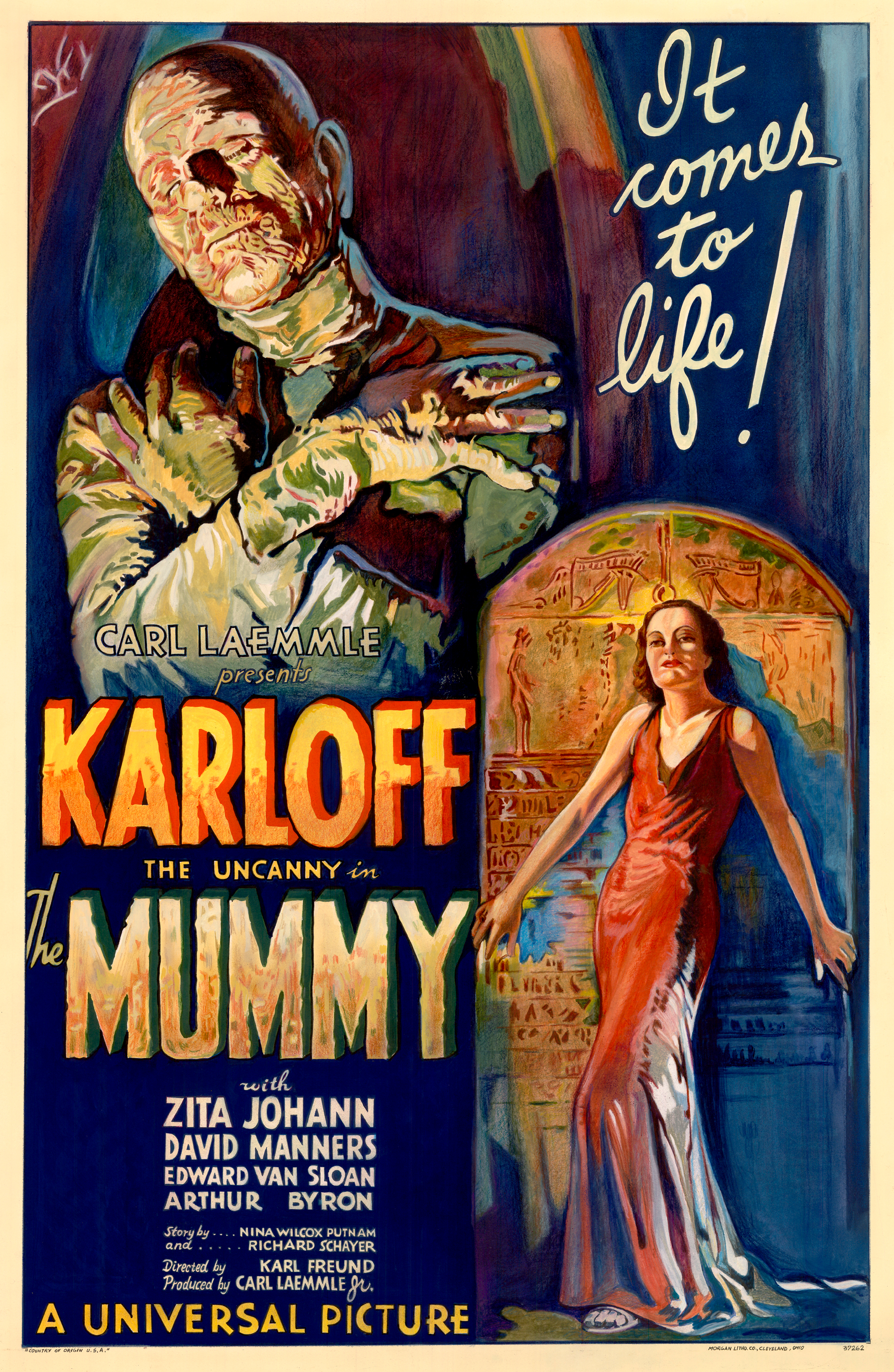
Зіта Йоганн на постері стрічки «Мумія»

Зіта Йоганн тричі була одружена. Перший шлюб був з актором та режисером Джоном Гаусманом (1929–1933), другий — з агентом Джоном Маккорміком, третій з видавцем Бернардом Шеддом. Усі шлюби закінчувалися розлученнями. Дітей не мала. 

## Фільмографія
| Рік  |   | Українська назва       | Оригінальна назва          | Роль                                  |
| ---- | - | ---------------------- | -------------------------- | ------------------------------------- |
| 1986 | ф | У пошуках живих мерців | Raiders of the Living Dead | бібліотекарка                         |
| 1934 | ф | Гран-Канарія           | Grand Canary               | Сьюзан Трантер                        |
| 1933 | ф | Гріх Нори Моран        | The Sin of Nora Moran      | Нора Моран                            |
| 1933 | ф | Людина, яка наважилася | The Man Who Dared          | Тіна Павелич Новак                    |
| 1932 | ф | Розкішний лайнер       | Luxury Liner               | міс Морґан                            |
| 1932 | ф | Мумія                  | Mummy                      | Гелен Ґросвенор / принцеса Анксенамун |
| 1932 | ф | Тигрова акула          | Tiger Shark                | Кіта Сілва                            |
| 1931 | ф | Боротьба               | The Struggle               | Флорі Вілсон                          |